# Santa Teresa alle Quattro Fontane
Santa Teresa alle Quattro Fontane, även benämnd Santa Teresa all'Esquilino, var en kyrkobyggnad i Rom, helgad åt den heliga Teresa av Jesus. Kyrkan var belägen i Rione Monti (numera i Rione Castro Pretorio), vid Strada Pia, dagens Via Venti Settembre. Kyrkan tillhörde ett kloster för oskodda karmelitnunnor, kallade Teresiane.

## Kyrkans historia
Klostret Santa Teresa grundades den 23 april 1627 av nunnan Caterina Cesi della Rovere (1590–1642), änka efter markisen Giulio della Rovere. Klostret inrymdes initialt i en byggnad som man införskaffade av kamaldulensermunkar. Grundandet konfirmerades av påve Urban VIII den 1 maj 1628.
Arkitekten Bartolomeo Breccioli från Sant'Angelo in Vado fick i uppdrag att rita kyrkan. Fasaden var tämligen enkel och osmyckad och kyrkans interiör hade ett skepp. Över högaltaret hängde målningen Den heliga Teresa med Jungfru Maria och den helige Josef, utförd av en anonym 1600-talskonstnär. Över det högra sidoaltaret fanns Den heliga Ursulas och hennes följeslagares martyrium, medan det vänstra hade en målning som framställde Den Obefläckade Avlelsen. I kyrkan fanns även den sedermera förlorade målningen De heliga Teresa och Johannes av Korset. Detta konstverk har attribuerats åt antingen Giuseppe Peroni eller Gaspare Serenario.
Klostret exproprierades av den italienska staten den 7 oktober 1871 och revs för att ge plats åt Krigsministeriet (Ministero della Guerra), senare benämnt Försvarsministeriet (Ministero della Difesa). Under 1870-talet revs även de närbelägna kyrkorna Santissima Incarnazione del Verbo Divino och San Caio. I ministeriets lokaler bevaras några gravstenar från kyrkan Santa Teresa, bland annat Isabella Salviati Cesis och Cesare Sacchis.

## Bilder

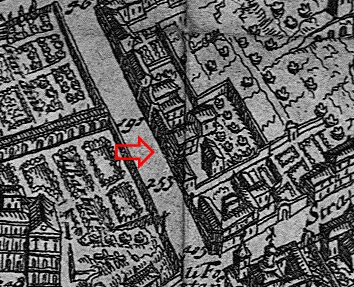
Santa Teresa alle Quattro Fontane (vid den röda pilen) på Giovanni Battista Faldas Rom-karta från 1667.
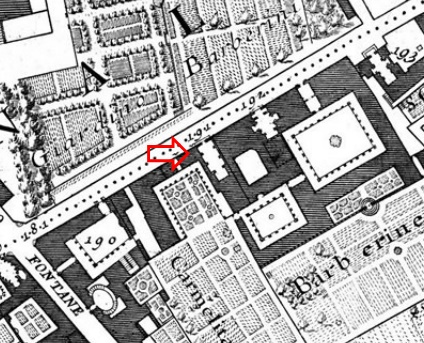
Santa Teresa alle Quattro Fontane (nummer 191 vid den röda pilen) på Giovanni Battista Nollis Rom-karta från 1748. Nummer 192 anger Santissima Incarnazione del Verbo Divino och nummer 193 San Caio.
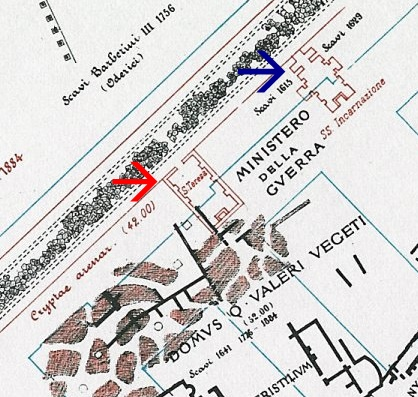
Santa Teresa alle Quattro Fontane (vid den röda pilen) på Rodolfo Lancianis Rom-karta från 1893–1901. Den blå pilen anger kyrkan Santissima Incarnazione del Verbo Divino.

### Fotnoter
1. 1 2 3 4  Sturm 2015, s. 135.
2. ↑  Lombardi 1998, s. 108.
3. ↑  Nibby 1839, s. 738.
4. 1 2  Santini 2000, s. 6.
5. ↑  Titi 1763, s. 299–300.
6. ↑  Armellini 1982, s. 818.
7. ↑  Lombardi 1998, s. 67.